# Duperreya halfordii
Duperreya halfordii är en vindeväxtart som beskrevs av R.W.Johnson. Duperreya halfordii ingår i släktet Duperreya och familjen vindeväxter. Inga underarter finns listade i Catalogue of Life.